# (3136) Anshan
(3136) Anshan es un asteroide perteneciente al cinturón de asteroides, descubierto el 18 de noviembre de 1981 por el equipo del Observatorio de la Montaña Púrpura desde el Observatorio de la Montaña Púrpura, Nankín (China).

## Designación y nombre
Designado provisionalmente como 1981 WD4. Fue nombrado Anshan en homenaje a la ciudad Anshán en la República Popular China.